# Wilco
I Wilco sono un gruppo rock statunitense formato a Chicago nel 1994 dal musicista e compositore Jeff Tweedy dopo lo scioglimento della sua band precedente, gli Uncle Tupelo.
Mentre agli inizi si rifacevano allo stile musicale degli Uncle Tupelo (una reinterpretazione contemporanea e in chiave rock del country e del folk, ribattezzata dalla critica alternative country), oggi i Wilco sono famosi per il loro stile eclettico, sperimentale e vicino all'alternative rock.
I componenti attuali del gruppo sono il bassista John Stirratt, il chitarrista Nels Cline, il batterista Glenn Kotche, il polistrumentista Pat Sansone e il pianista Mikael Jorgensen. La band ha pubblicato nove album in studio, due album live, e due album tributo al musicista folk americano Woody Guthrie in collaborazione con il musicista inglese Billy Bragg. Il loro quinto album in studio A Ghost Is Born ha vinto due Grammy Awards come Miglior Album di Musica Alternativa e come Miglior Recording Package nel 2005.

## Storia

### Origini
Il cantante e autore Jeff Tweedy è stato un membro del gruppo alternative country Uncle Tupelo, attivo negli anni ottanta e novanta. Tweedy condivideva il ruolo di cantante e autore con Jay Farrar, il quale lasciò il gruppo per fondare i Son Volt. Tweedy formò i Wilco con i restanti membri degli Uncle Tupelo: il batterista Ken Coomer, il bassista John Stirratt, e il polistrumentista Max Johnston al banjo, lap steel e violino. Il nome della band deriva da un'espressione usata in aviazione, contrazione di "Will Comply".

### A.M.&Being There
Nel 1995 esce il primo album dei Wilco, A.M.. Si tratta del loro unico album costituito da canzoni alternative-country, che si rifà al sound degli Uncle Tupelo. Prodotto da Brian Paulson e con Brian Henneman, frontman dei Bottle Rockets, come chitarra solista, A.M. ebbe un discreto successo. Dopo l'uscita dell'album, il polistrumentista Jay Bennett si unì alla band, arricchendo la musica del gruppo di suoni elettronici e della presenza di una tastiera, così come di una seconda chitarra.
Quando i Wilco pubblicarono il doppio album Being There, salirono alla ribalta (piazzandosi al 14º posto della Pazz & Jop Critics Poll del 1996) e iniziando ad avere un gruppo di fan devoti, le vendite iniziarono ad andare bene, raggiungendo il 73º posto nella classifica Billboard degli album. La canzone Outtasite (Outta Mind) raggiunse la vetta della classifica mainstream and modern rock top 40 nel 1997. Inoltre usando il country come pietra di paragone per la loro musica i Wilco inserirono la loro influenza classic-rock in molte canzoni apparendo chiara nell'album più vicino allo stile dei Rolling Stones "Dreamer in My Dreams". Il lato sperimentale dei Wilco' viene fuori anche in due canzoni; "Misunderstood" (che richiama testualmente un verso da "Amphetamine" di Peter Laughner) e "Sunken Treasure" nella quale al loro suono sono aggiunti rumori ed effetti di studio. Fu all'epoca che i testi di Tweedy iniziarono ad essere più astratti e introspettivi invece di essere basati su narrazioni lineari come nelle canzoni Box Full of Letters e Passenger Side che apparvero su A.M.. Max Johnston lasciò la band subito dopo Being There e si unì alla Austin band The Gourds come polistrumentista. 
(Jay Bennett)

### Mermaid Avenue&Summerteeth
Durante l'estate del 1995, Nora, la figlia di Woody Guthrie contattò il cantautore inglese Billy Bragg per comporre la musica di una selezione di testi scritti da Guthrie. Suo padre, infatti, aveva lasciato un migliaio di testi scritti tra il 1939 e il 1967; nessuno di questi aveva una musica scritta se non alcune note stilistiche abbastanza vaghe. Dopo essere stato contattato da Nora Guthrie, Bragg incontrò i Wilco, e gli chiese di partecipare al progetto insieme a lui. I Wilco accettarono la proposta e, oltre a registrare con Bragg in Irlanda, completarono in musica alcune delle canzoni lasciate da Guthrie.
Secondo l'autobiografia di Bob Dylan Cronache, Woodie Guthrie lasciò le sue canzoni inedite a Dylan, ma quest'ultimo non riuscì ad ottenere il materiale dalla famiglia di Guthrie. Guthrie aveva previsto che Dylan ottenesse il materiale da sua moglie, Margie; tuttavia, quando Dylan si presentò a casa della donna (dopo aver dovuto attraversato una palude per arrivare sul luogo), venne accolto alla porta da una babysitter, che gli disse che Margie non era in casa. In alcune note scritte da Nora Guthrie, si legge che era intenzione della donna consegnare le canzoni ad una nuova generazione di musicisti, che sarebbero stati capaci di creare una musica vicina alla sensibilità dei giovani.
Piuttosto che ricreare delle canzoni secondo lo stile di Guthrie, Bragg e Wilco crearono per i testi una musica nuova e contemporanea. Quella che sembrava un'impresa rischiosa, sorprese invece tutti; uscito nel 1998 con il titolo di Mermaid Avenue, i risultati si fecero sentire in tutto il mondo. L'album ricevette una nomination per i Grammy Awards nella categoria Migliore Album Folk Contemporaneo, e si piazzò al quarto posto nella classifica 1998 a cura dei critici Pazz & Jop (subito dopo l'album Live 1966).
Nel 1999, il gruppo uscì con il nuovo album Summerteeth, dimostrando un'evoluzione dal country al pop rock sperimentale. Ispirandosi ai Beach Boys, ai Velvet Underground, ma anche a Gram Parsons, le canzoni dell'album presentano un tessuto strumentale molto profondo e arrangiamenti più sofisticati, combinati con alcuni dei testi più cupi mai scritti da Jeff Tweedy.
L'album arrivò solamente al 78º posto nella classifica degli album Billboard. Nonostante questo, continuò a ricevere critiche positive e si piazzò all'ottavo posto nella classifica per il 1999 di Pazz & Jop.
Con l'album successivo, dal titolo Mermaid Avenue Vol. II, una sorta di sequel del progetto originale, ritornarono alle radici musicali degli Stati Uniti. Molte delle tracce erano state scartate dal primo Mermaid Avenue, ma i Wilco completarono anche delle altre canzoni come Someday Some Morning Sometime, che anticipava il loro album successivo. L'album arriva al numero 32 della classifica Pazz & Jop del 2000.

### Yankee Hotel Foxtrot
Inciso sotto la supervisione di Jim O'Rourke (anche musicista in studio), Yankee Hotel Foxtrot è stato un successo sia di critica che commerciale, e rimane tuttora l'album più venduto dei Wilco, con oltre 500 000 copie nei soli Stati Uniti. Completato nel 2001, vede la sua data di uscita rimandata a causa del rifiuto della Reprise, loro etichetta dell'epoca, di distribuirlo: il gruppo (prima di rompere il contratto per passare alla Nonesuch, che lo pubblicherà l'anno dopo) decide così di divulgare l'album gratuitamente sul suo sito. È stato molto apprezzato dalla critica, tanto che la nota rivista Rolling Stone lo ha posizionato al terzo posto nella classifica dei 100 migliori album del decennio e quattrocentonovantatreesimo in quella dei 500 migliori dischi di sempre. Anche la copertina dell'album, un'elaborazione grafica del complesso urbano di Marina City a Chicago, è diventata un cult. È stato il primo album di Wilco con il batterista Glenn Kotche e l'ultimo con il multi-strumentista Jay Bennett (morirà nel 2009 per un'overdose accidentale di ansiolitici).

### A Ghost is Born
Il famoso album con l'uovo in copertina esce il 22 giugno del 2004. Anche A Ghost is Born, come il precedente Yankee Hotel Foxtrot, è prodotto da Jim O'Rourke. Il disco alterna brani lunghi e sperimentali come At Least That's What You Said, Spiders e Less The You Think, divenuti presto dei classici nei concerti dei Wilco, a canzoni pop perfette come Hummingbird, Hell Is Chrome e Theologians. È il primo album dei Wilco con il pianista Mikael Jorgensen in formazione. Si aggiudicherà due Grammy.

### Sky Blue Sky&Wilco (the album)
Dopo il doppio live del 2005 Kicking Television: Live in Chicago, il gruppo (a cui si sono aggiunti il polistrumentista Pat Sansone e il grande chitarrista jazz Nels Cline) entra in studio per le registrazioni di un nuovo album. Sky Blue Sky vede la luce nel maggio 2007 ed è meno sperimentale rispetto ai precedenti, più legato alla tradizione folk rock di The Byrds e Fairport Convention. L'album ottiene un buon successo di vendite, salendo fino al 5º posto della classifica statunitense.
Nel 2008 il gruppo è impegnato nella campagna presidenziale a favore di Barack Obama: per l'occasione hanno registrato assieme ai Fleet Foxes il brano di Bob Dylan I Shall Be Released, reso disponibile in download gratuito dal loro sito in cambio di una promessa di voto per Obama.
L'anno seguente viene pubblicato un nuovo album, Wilco (The Album). Raggiunge il 4º posto nella classifica di Billboard e il 2º nella classifica rock.

### The Whole Love
Nel settembre del 2011 la band pubblica il suo ottavo album in studio, The Whole Love, contenente dodici brani registrati nel loro studio a Chicago, The Loft. L'album è il primo pubblicato con la propria etichetta, la dBpm Records. È percorso da atmosfere riflessive come nelle ballate acustiche Open Mind, Red Rising Lung e Black Moon, ma non rinuncia alla sperimentazione come nei brani Art of Almost e I Might dove il gruppo mostra un suono bizzarro, rumorista e distorto.

### Star Wars
Il 16 luglio 2015, a sorpresa, i Wilco pubblicano in download gratuito dal loro sito internet il nuovo album Star Wars, caratterizzato da sonorità psichedeliche e indie rock.

### Schmilco
Il decimo album in studio della band, Schmilco, viene pubblicato il 9 settembre 2016. È un disco prevalentemente acustico, con cui la band si riallaccia alle atmosfere degli esordi senza tuttavia abbandonare il proprio gusto per arrangiamenti insoliti e molto curati.

### Ode to Joy
Dopo svariati anni di abbandono delle scene live, annunciano nel 2019 il ritorno, accompagnato dall'uscita a luglio dell'album Ode to Joy.

## Discografia

### Album in studio
- 1995 - A.M.
- 1996 - Being There
- 1999 - Summerteeth
- 2002 - Yankee Hotel Foxtrot
- 2004 - A Ghost Is Born
- 2007 - Sky Blue Sky
- 2009 - Wilco (The Album)
- 2011 - The Whole Love
- 2015 - Star Wars
- 2016 - Schmilco
- 2019 - Ode to Joy
- 2022 - Cruel Country
- 2023 - Cousin
- 2024 - Hot Sun Cool Shroud

### Album dal vivo
- 2005 - Kicking Television: Live in Chicago

### EP
- 1997 - All Over the Place
- 2003 - More Like the Moon
- 2005 - A Ghost Is Born
- 2007 - Sky Blue Sky
- 2012 - iTunes Session

### Collaborazioni
- 1998 - Mermaid Avenue (con Billy Bragg)
- 2000 - Mermaid Avenue Vol. II (con Billy Bragg)
- 2003 - Down With Wilco
- 2009 - The Sun Came Out
- 2012 - Mermaid Avenue: The Complete Sessions (con Billy Bragg)

### Singoli
- 1995 - Box Full of Letters
- 1997 - Outtasite (Outta Mind)
- 1999 - Can't Stand It
- 1999 - A Shot in the Arm
- 2002 - War On War
- 2004 - I'm a Wheel
- 2009 - You Never Know
- 2009 - You and I
- 2011 - I Might
- 2011 - Speak Into The Rose
- 2012 - Down On Me
- 2015 - Random Name Generator
- 2016 - Locator
- 2016 - If I Ever Was A Child
- 2019 - Love Is Everywhere (Beware)

## Formazione

### Attuale
- Jeff Tweedy, voce, chitarra
- Nels Cline, chitarra
- Pat Sansone, chitarra
- Mikael Jorgensen, tastiera
- John Stirratt, basso
- Glenn Kotche, batteria